# Machov
Machov là một chợ huyện thuộc huyện Náchod, vùng Královéhradecký, Cộng hòa Séc.